# 維爾紐斯主教座堂

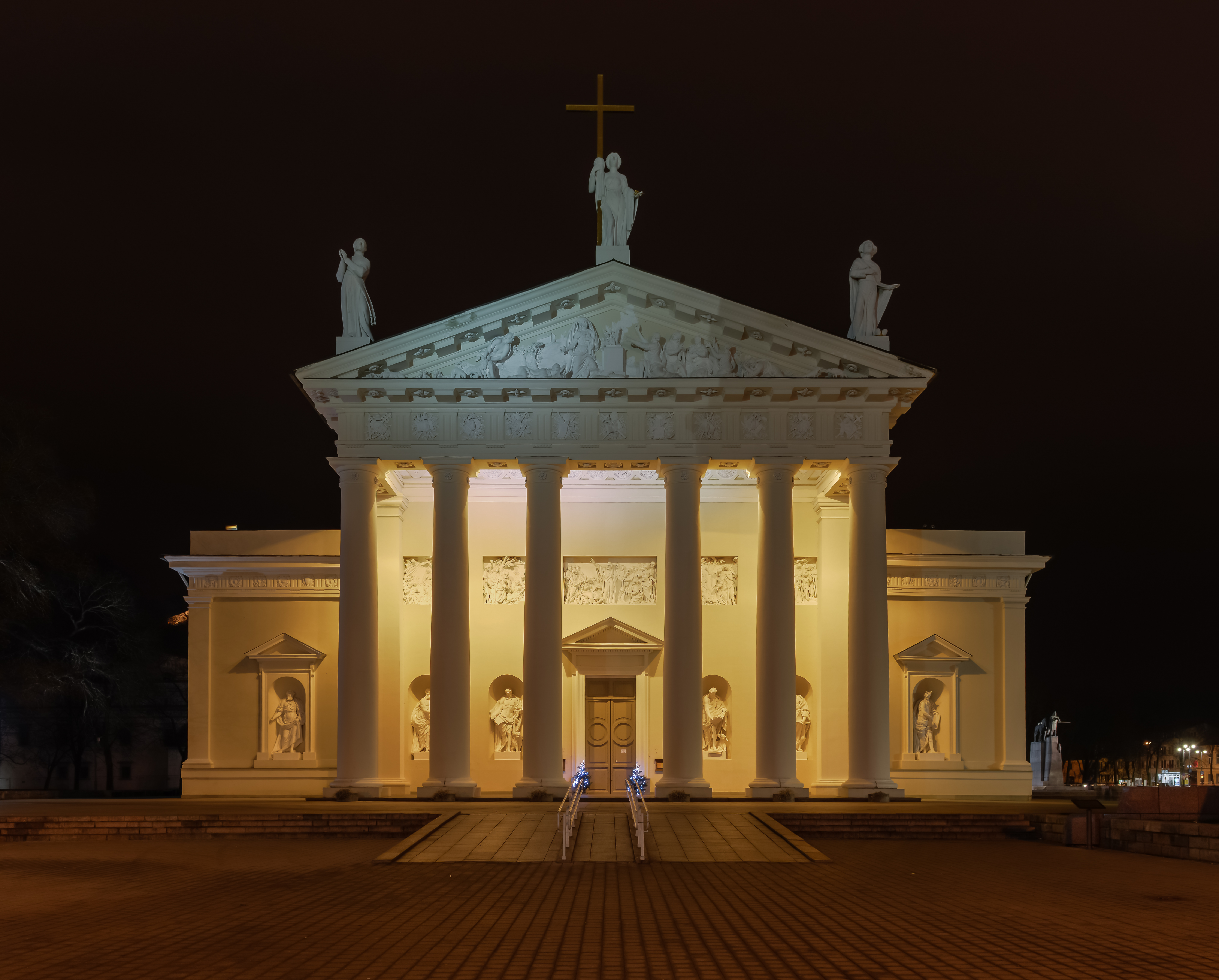
維爾紐斯主教座堂

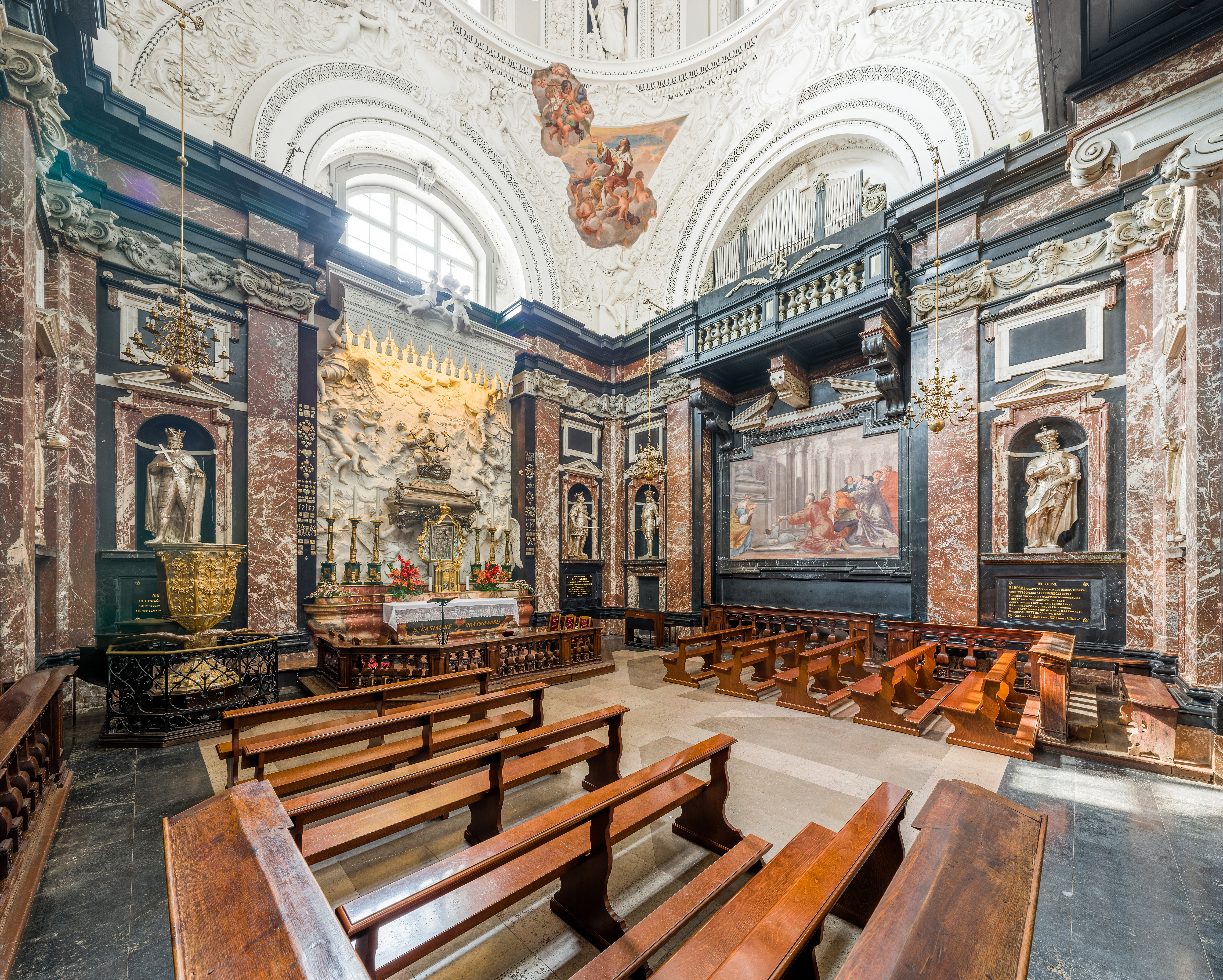
聖加西彌祿的石棺

維爾紐斯主教座堂是立陶宛首都維爾紐斯的一座天主教的教堂，位於維爾紐斯舊城，是立陶宛最重要的教堂之一。在蘇聯統治時期，教堂曾被用來當作倉庫。1985年，教堂恢復了其功能。1989年，維爾紐斯主教座堂恢復了其教堂地位。